# Grube Deutscher Michel
Die Grube Deutscher Michel ist eine ehemalige Eisengrube im Bensberger Erzrevier im nördlichen Teil von Stümpen im Königsforst.

## Geschichte
Am 14. Juli 1856 wurde eine Mutung mit dem Namen Wahrer Jakob auf Eisenstein beantragt. Die Feldesbesichtigung erfolgte am 26. März 1857. Das Grubenfeld wurde unter dem Namen Deutscher Michel auf Eisen- und Manganerze am 5. Januar 1858 verliehen. Im Anschluss daran wurden sofort Fristungen beantragt, die mit Stundungen bewilligt wurden. In der Zeit vom 29. August 1859 bis 30. August 1861 wiederholte sich dieser Vorgang. Über den Betrieb des Bergwerks ist nichts bekannt.